# Kuślin (gmina)
Kuślin – gmina wiejska w województwie wielkopolskim, w powiecie nowotomyskim. W latach 1975–1998 gmina położona była w województwie poznańskim.
Siedziba gminy to Kuślin.
Według danych z 30 czerwca 2004 gminę zamieszkiwało 5579 osób. Natomiast według danych z 31 grudnia 2017 roku gminę zamieszkiwało 5509 osób. Było to wówczas 7,4% mieszkańców całego powiatu.
Pierwsze wzmianki o miejscowości Kuślin pochodzą z 1404 r. Walorami gminy są lasy bogate w zwierzynę łowną i runo leśne oraz zabytkowe zespoły pałacowo–parkowe w miejscowościach: Wąsowo, Chraplewo, Trzcianka, Michorzewo i Śliwno.
Według danych z 31 grudnia 2019 roku gminę zamieszkiwały 5523 osoby.

## Struktura powierzchni
Według danych z roku 2002 gmina Kuślin ma obszar 106,31 km², w tym:
- użytki rolne: 77%
- użytki leśne: 19%

Gmina stanowi 10,51% powierzchni powiatu.

## Demografia

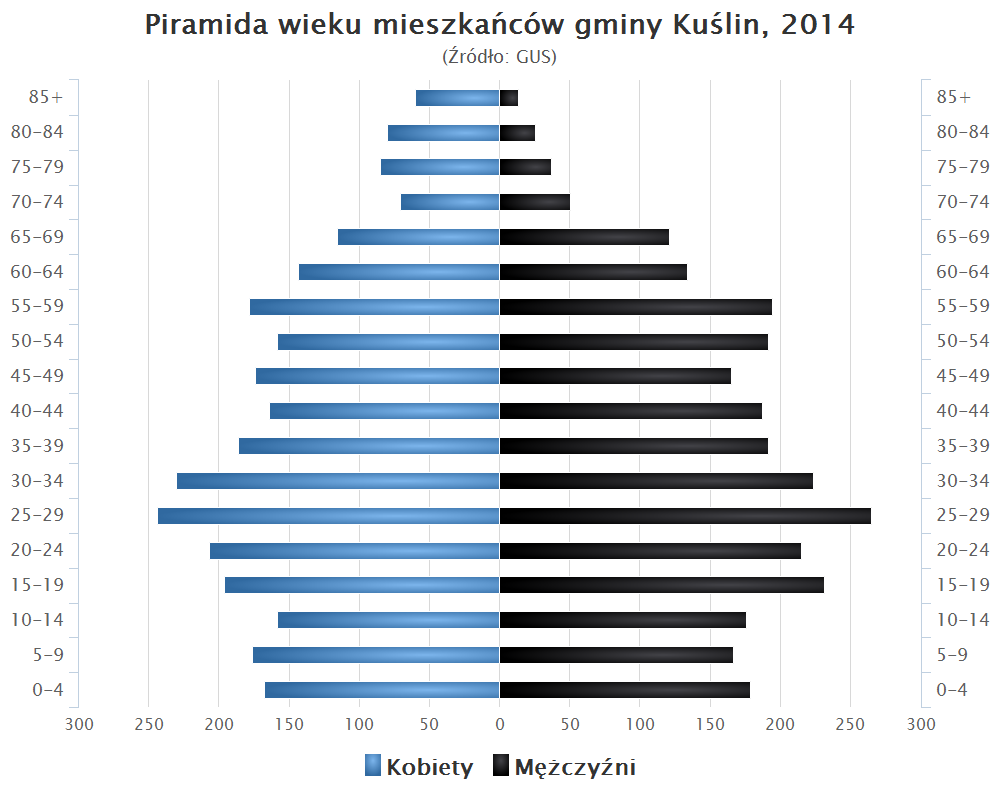
Piramida wieku mieszkańców gminy Kuślin w 2014 roku

Dane z 31 grudnia 2017 roku:
| Opis                              | Ogółem | Ogółem | Kobiety | Kobiety | Mężczyźni | Mężczyźni |
| --------------------------------- | ------ | ------ | ------- | ------- | --------- | --------- |
| jednostka                         | osób   | %      | osób    | %       | osób      | %         |
| populacja                         | 5 509  | 100    | 2 735   | 49,6    | 2 774     | 50,4      |
| gęstość zaludnienia (mieszk./km²) | 52     | 52     | 25      | 25      | 27        | 27        |

## Sołectwa
Chraplewo, Dąbrowa, Dąbrowa Nowa, Głuponie, Krystianowo, Kuślin, Michorzewko, Michorzewo, Śliwno, Trzcianka, Turkowo, Wąsowo.
Miejscowości bez statusu sołectwa: Chraplewo (osada leśna), Tomaszewo, Wąsówko.

## Sąsiednie gminy
Duszniki, Lwówek, Nowy Tomyśl, Opalenica